# Timjansläktet
Timjansläktet (Thymus)  är ett släkte av kransblommiga växter. Timjan ingår i familjen kransblommiga.  och är ett växtsläkte med omkring 350 arter från tempererade bergstrakter i Europa och Asien. De är örter, halvbuskar eller buskar med smala, barrlika och aromatiska blad. En art, kryddtimjan är en populär kryddväxt inom matlagning och används med fördel i lammrätter.

## Medicinsk och religiös användning
Timjan nämns redan på en sumerisk kilskriftstavla från 3 000 f.Kr., då som ett läkemedel. Egyptierna odlade växten, och där sades den kunna jaga bort onda andar. Timjan var sannolikt en av de första inhemska egyptiska örterna som användes vid balsamering, och den ingår i flera recept från 1550-talet f.Kr.
I det antika Grekland och Rom användes timjan (någon av arterna i timjansläktet) som rökelseoffer, vinkrydda och till att smörja in de döda. I Grekland var växten helgad åt Afrodite, i Rom åt hennes motsvarighet Venus.
Timjan finns upptagen i Europafarmakopén över läkemedel. Örten används främst som ett örtmedel, men även i så kallade homeopatiska läkemedel som då sägs lindra astmatiska besvär, ofta i kombination med andra örter, bl. a. belladonna. Timjan ingår även i örtteer som sägs lindra mag-tarmbesvär. Använd växtdel är blad och blommor.

## KladogramenligtCatalogue of Life[1]
| Timjan | \| \| Thymus capitatus \| \| \| \| \| \| Thymus kosteletzkyanus \| \| \| \| \| \| Thymus praecox \| \| \| \| \| \| stortimjan \| \| \| \| \| \| Thymus thracicus \| \| \| \| \| \| kryddtimjan \| \| \| \| |
|        | \| \| Thymus capitatus \| \| \| \| \| \| Thymus kosteletzkyanus \| \| \| \| \| \| Thymus praecox \| \| \| \| \| \| stortimjan \| \| \| \| \| \| Thymus thracicus \| \| \| \| \| \| kryddtimjan \| \| \| \| |
|        | Thymus capitatus |
|        | |
|        | Thymus kosteletzkyanus |
|        | |
|        | Thymus praecox |
|        | |
|        | stortimjan |
|        | |
|        | Thymus thracicus |
|        | |
|        | kryddtimjan |
|        | |

## Bilder

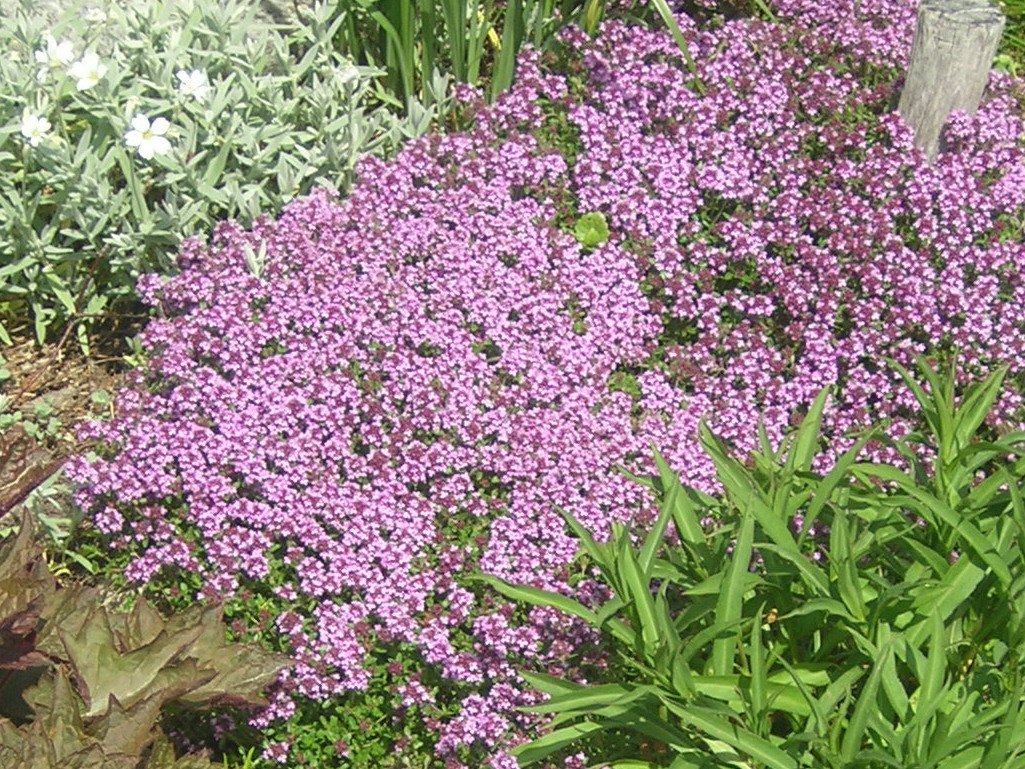
Thymus serpyllum
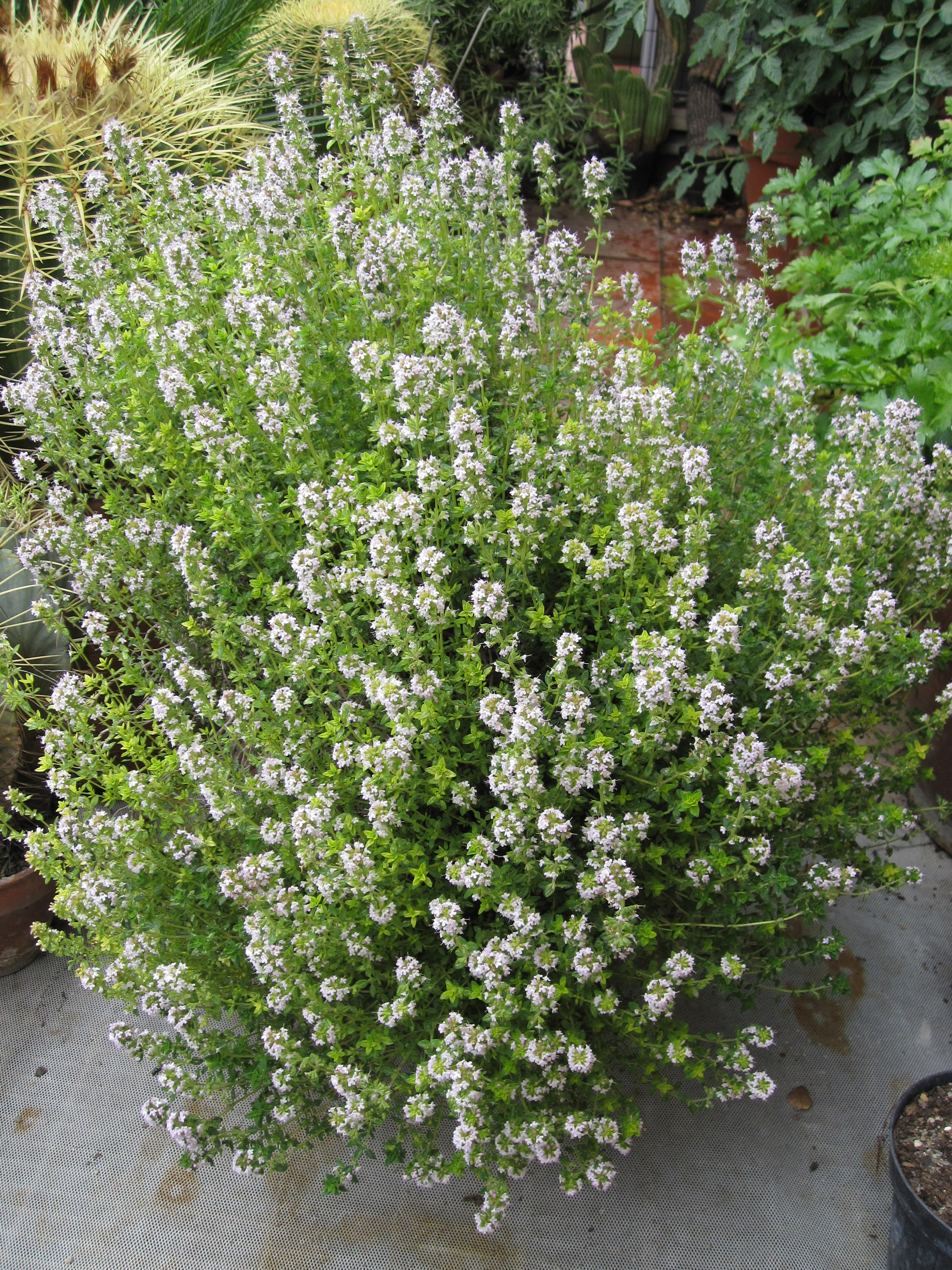
Thymus vulgaris